# 15 fructidor
15 thermidor 15 jour complémentaire
Le quintidi 15 fructidor, officiellement dénommé jour de la truite, est le 345e jour de l'année du calendrier républicain.
C'était généralement le 1re jour du mois de septembre dans le calendrier grégorien.